# بره بیجه
بره بیجه دیناروند، روستایی در دهستان نهرعنبر بخش موسیان شهرستان دهلران در استان ایلام ایران است. این روستا، مرکز دهستان نهرعنبر است.

## جمعیت
بر پایه سرشماری عمومی نفوس و مسکن در سال ۱۳۹۵، جمعیت این روستا برابر با ۲۷۲ نفر (۶۵ خانوار) بوده‌است.